# Mano Solo à l'Olympia
Pour les articles homonymes, voir Live à l'Olympia.
Albums de Mano Solo
Rentrer au port
(2009)
Mano Solo à l'Olympia est le 3e enregistrement en concert de Mano Solo, sorti le 14 novembre 2011. L'album a été enregistré en public à l'Olympia le 12 novembre 2009, et est sorti à titre posthume. Ce concert fut le dernier de sa carrière, le chanteur ayant été hospitalisé à l'issue de ce concert et meurt le 10 janvier suivant.

## Liste des chansons
| No  | Titre                                          | Durée |
| --- | ---------------------------------------------- | ----- |
| 1.  | Rentrer au port                                | 4:33  |
| 2.  | Aimer d'amour                                  | 2:47  |
| 3.  | Des années entières                            | 2:30  |
| 4.  | Tu m'as vu                                     | 4:30  |
| 5.  | Je reviens                                     | 2:57  |
| 6.  | Une image                                      | 5:16  |
| 7.  | Paris avance                                   | 3:26  |
| 8.  | Les endurants                                  | 2:50  |
| 9.  | Les petits carrés blancs                       | 2:56  |
| 10. | La rouille                                     | 3:20  |
| 11. | Novembre                                       | 2:03  |
| 12. | Un soir de retour                              | 3:19  |
| 13. | Les chevaux d'Aubervilliers                    | 4:34  |
| 14. | Shalala                                        | 5:59  |
| 15. | Chaque matin                                   | 2:30  |
| 16. | Je n'y peux rien / Allez viens (morceau caché) | 11:41 |